# Arte hispano-muçulmana

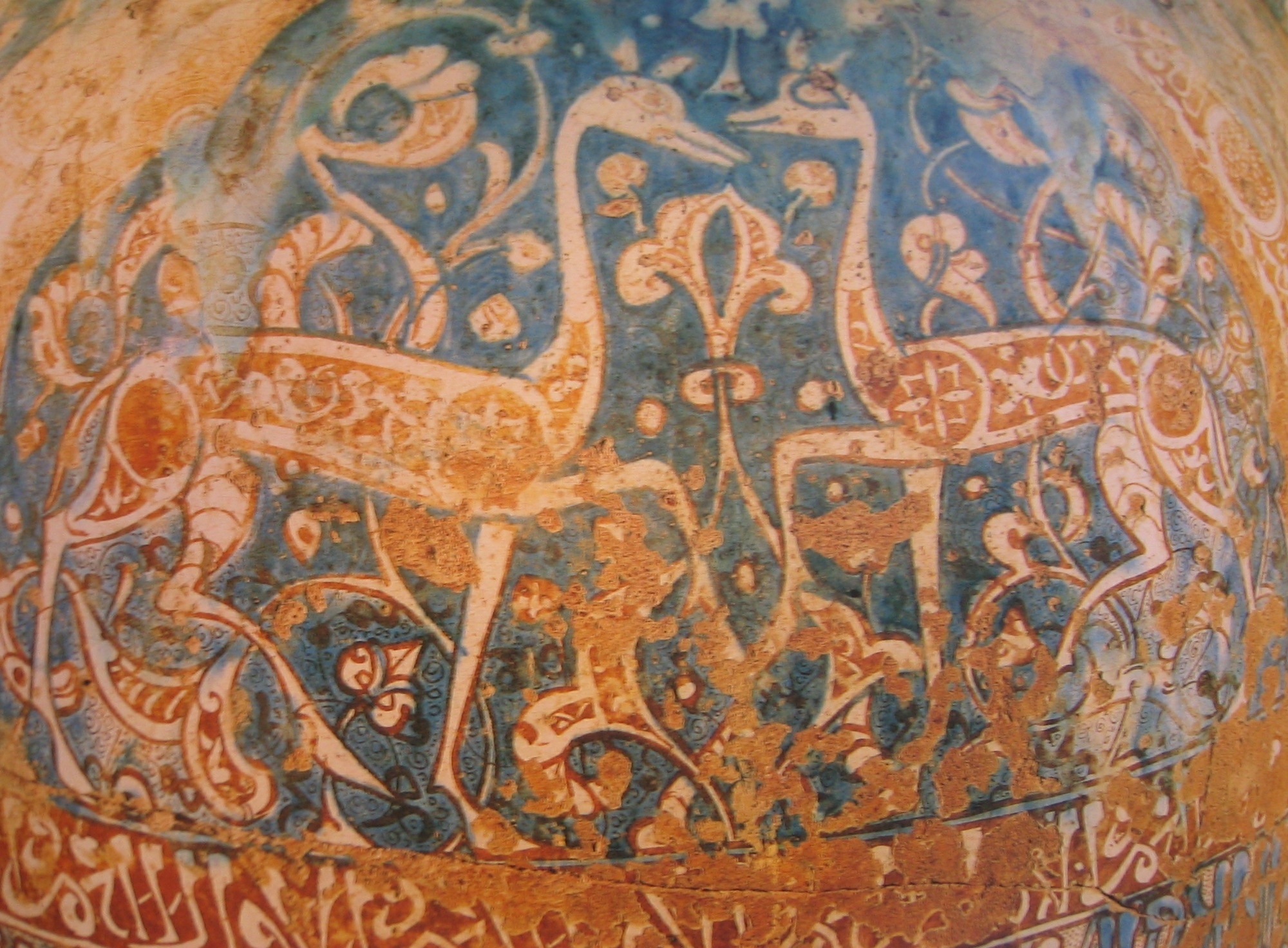
Gazelas da Alhambra

A arte hispano-muçulmana ou arte mourisca é a arte islâmica desenvolvida no Alandalus entre os séculos VIII e XV. Tem como principais expoentes a Mesquita de Córdova e a Alhambra de Granada. Outra expressão notável da arte hispano-muçulmana é o Palácio da Aljafería de Saragoça.
A invasão muçulmana da península Ibérica em 711 pelos Árabes mudou a inércia histórica da sociedade goda nas terras ibéricas, que discorria em consonância com o Ocidente europeu após a queda do Império Romano. Alandalus, que assim passou a ser denominada a Hispânia muçulmana, manteve condições culturais peculiares diferenciadas tanto do Islão oriental quanto do contexto europeu dessa data. Essas condições perduraram até a conquista do Reino de Granada em 1492, aos nacéridas. Mas, ao mesmo tempo, esta singularidade geográfica e cultural constituiu um dos fatores que repercutiram decisivamente no despertar da Europa, após os séculos de desunião e letargo que se seguiram à queda do Império Romano do Ocidente e as invasões bárbaras.
A invasão muçulmana e o desaparecimento do reino visigodo de Toledo não implicaram na extinção das comunidades cristãs e judaica. Uns fugiram para norte, onde formaram um reduto de oposição ao novo poder instituído em Córdova e, com o tempo, constituiriam o gérmen da posteriormente chamada Reconquista; outros, os cristãos que permaneceram em território muçulmano, passaram a ser conhecidos com o apelativo de moçárabes. Tanto esta minoria quanto a judaica gozaram da proteção estatal, formando comunidades numerosas em grandes cidades como Mérida, Toledo, Valência, Córdova, Sevilha, Granada, Almeria, Málaga, etc. As circunstâncias mudantes ao longo dos mais de oito séculos de Islão hispânico fizeram que o processo artístico desenvolvido durante estas centúrias fosse sistematizado de acordo com os períodos históricos. De forma que se converteu em habitual a divisão em:

## Arte do Emirado e do Califado

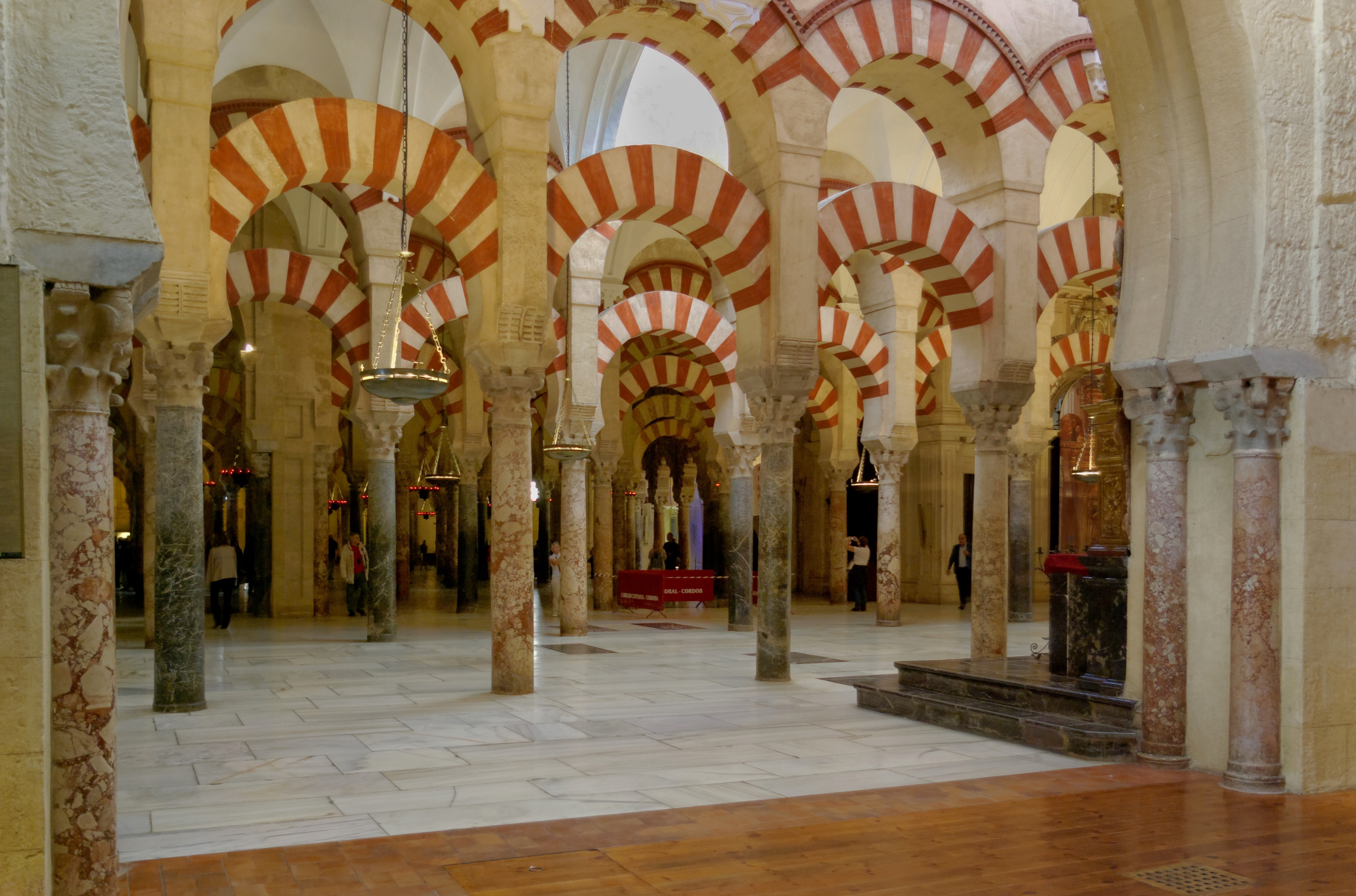
A mesquita de Córdova

Do ponto de vista artístico, o Emirado de Córdova empregou um estilo que não difere muito do restante do Califado Omíada. Ou seja, a adequação de fórmulas e elementos das culturas que os precederam, neste caso do mundo romano e visigodo. Em nenhum momento se produziu uma repetição literal de motivos e formas; ao contrário, sua incorporação e assimilação traduziu-se numa verdadeira eclosão criadora, dando origem ao momento fundamental da arte do Califado. Nele fundiram-se elementos da tradição local hispano-romano-visigótica com elementos orientais, tanto bizantinos quanto omíadas ou abássidas.
Os edifícios artísticos centram-se, desde o primeiro momento, em torno da capital, Córdova, na qual foi construída uma mesquita congregacional destinada a se tornar no monumento mais importante do ocidente islâmico. Durante o reinado de Abderramão II, em cuja corte foram acolhidos numerosos artistas, modas e costumes orientais, destacam-se, entre outras, diversas construções entre as quais, a do Alcázar de Mérida, bem como a do minarete da igreja de São João em Córdova, além de bras de melhoria das suas muralhas e das de Sevilha. O califa Abderramão III, seguindo a tradição oriental, segundo a qual cada monarca, como signo de prestígio, devia possuir sua própria residência palaciana, decidiu fundar a cidade áulica de Medina Azahara (Medina al-Zahra).
No restante do território peninsular também ocorreu um florescimento artístico impulsionado pelo califado. Entre os de caráter religioso figuram as mesquitas, madraçais e mausoléus. Na cidade de Toledo ainda se percebem vestígios da sua fortificação, bem como da sua alcáçova, medina, arrabais e entorno. De entre elas destaca-se a pequena mesquita do Cristo da Luz ou de Bab al-Mardum. E obras tão significativas quanto a rábida de Guardamar del Segura (Alicante), o Castelo de Gormaz (Sória) ou a Ciudad de Vascos (Toledo).
O refinamento da corte propiciou a criação de todo tipo de objetos decorativos que, sob patrocínio real, traduziram-se nas mais variadas expressões artísticas. Em especial, entre os trabalhos em marfim encontram-se objetos de uso cotidiano minuciosamente talhados: botes e arquetas destinadas a guardar joias, unguentos e perfumes; almofarizes, caçoletas, ataifores, jarras e bacias de cerâmica vidrada etc. No Museu Arqueológico Nacional de Espanha, pode ser contemplado o bote de Zamora destinado à mulher de Aláqueme II ou a arqueta do Mosteiro de Leyre, no Museu de Navarra, como amostra disso.
Os monarcas, assim como em Bagdade e no Cairo, criaram a sua própria fábrica de tecidos, o que seria o princípio da produção de tecidos em seda bordada no Alandalus. Os motivos vegetais e figurativos geometrizados inscrevem-se em medalhões que formam faixas tal qual aparecem no véu de Hisham II que, a modo de turbante, lhe cobria a cabeça e pendurava até os braços.
Assim mesmo havia oficinas nas quais se trabalhava o bronze, talhado com figuras que representavam leões e cervos com o corpo coberto de círculos tangentes evocando tecidos e que se utilizavam como surtidores nas fontes. Seu paralelismo formal e estilístico com peças dos fatímidas conduziu à controvérsia a respeito da legitimidade de algumas destas peças.
A cerâmica conta com tipos de produção conhecida como "verde e manganês". Sua decoração a base de motivos epigráficos, geométricos e uma destacada presença de motivos figurativos conseguem-se mediante a aplicação do óxido de cobre  e óxido de manganês.

## Arte taifa

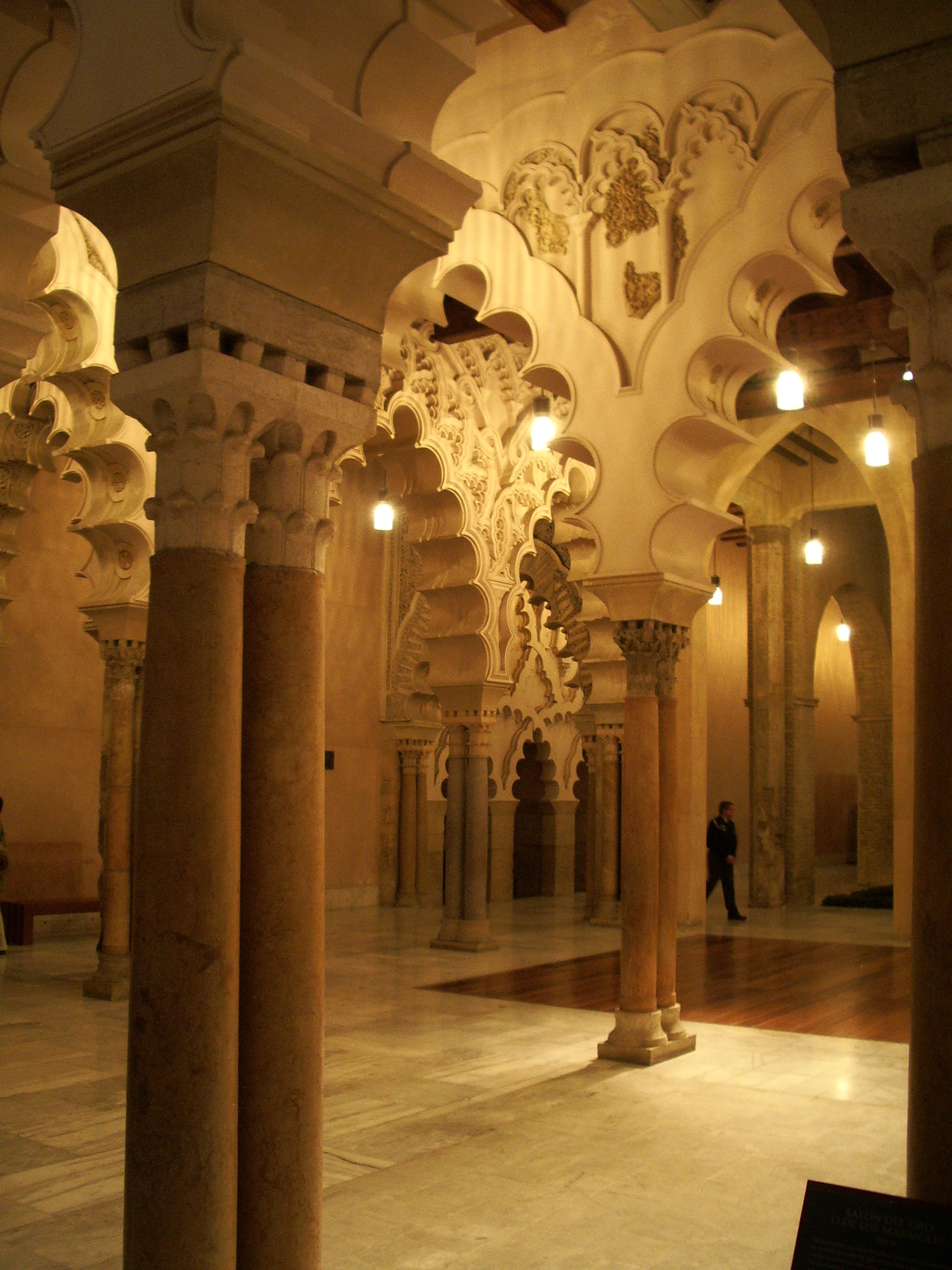
Vista noturna das estâncias da Aljafería, o palácio que mandou erigir o rei Amade Almoctadir em 1065

A destruição da unidade política levou a abolição do califado cordovês em 1031 e à criação de um mosaico de reinos independentes que foram denominados taifas (de tawaifs, partidos, facções). As rivalidades entre eles, reivindicando a herança do prestígio e da autoridade do Califado, constituíram a tônica dominante do período. Esta situação traduziu-se no terreno artístico na emulação de modelos cordoveses.
Neste contexto insere-se a arquitetura palatina patrocinada por cada um dos monarcas. Um dos melhores testemunhos é, sem dúvida, La Aljafería de Saragoça, aparentada tipologicamente com o palácio omíada de Msatta (Jordânia). Conta com organização tripartita onde cada um dos setores era dedicado a funções diferenciadas. O setor central, de uso protocolar, é dominado por um pátio retangular cujos lados menores eram ocupados por albercas, pórticos e estâncias alongadas demarcadas nos extremos por alcobas. Este esquema deriva, sem dúvida, dos modelos palatinos cordoveses. A esta mesma tradição responde o repertório de arcos despregado no edifício, entre os que encontramos desde arcos lobulados, mistilíneos, de ferradura semicircular e apontada, a complexas organizações de arcos entrecruzados, superpostos e contrapostos. Todos eles estão realizados com materiais pobres, mas revestidos de gessarias com motivos vegetais, geométricos e epigráficos, buscando um efeito de fastuosidade e aparente riqueza.
As velhas alcáçovas dos diferentes reinos também sofreram importantes remodelações. Na de Málaga acrescentou-se um duplo recinto murado com torres quadradas e um palácio com que correspondem os vestígios dos chamados Quartos de Granada. A velha alcáçova de Granada, conhecida como qadima (antiga), situada na colina do Albaicín, fortificou-se com torres quadradas e redondas e acrescentaram-lhe algumas portas em cotovelo, como a porta Monaita e a porta Nova. Assim mesmo, a cidade conserva uns banhos conhecidos como o Bañuelo, organizados em três estância das quais a central ou temperada adquire, por razões de uso, umas maiores dimensões. Banhos muito similares conservam-se em Toledo, Baza e Palma de Maiorca. A alcáçova de Almeria foi fortificada com muros de taipal, construindo-se no seu interior um palácio, al-Sumadihiyya, rodeado de jardins. Nos casos de Toledo e Taifa de Sevilha, reinos que pujaram mais fortemente pela herança cordovesa, conservam-se deslumbrantes testemunhos das crônicas árabes acerca dos seus palácios, bem como escassos fragmentos geralmente descontextualizados.

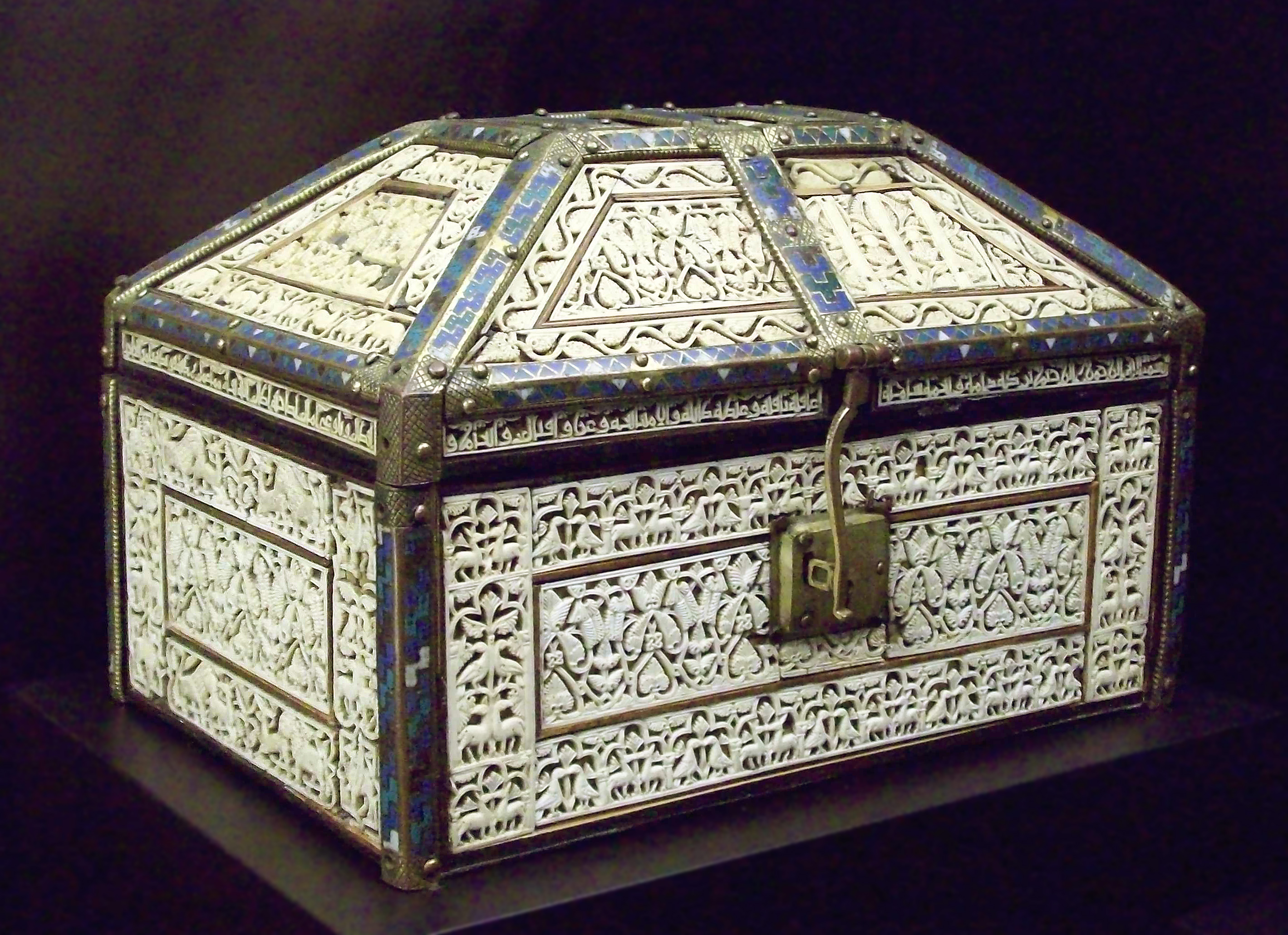
Arqueta procedente da Taifa de Toledo (s. XI, M.A.N, Madrid)

Assim como a arquitetura, as artes suntuárias seguiram a tradição cordovesa embora o protagonismo fosse adquirido por outros centros. Assim a produção de marfim foi transladada para a oficina de Cuenca, enquanto o prestígio nos têxteis foi adquirido pela oficina de Almeria. No que se refere a à cerâmica, foi consolidada uma técnica que aparecera durante o califado, mas que nestes momentos adquiriu um grande desenvolvimento. Trata-se da cerâmica de "corda seca" cujas peças são decoradas com linhas de óxido de manganês formando diferentes motivos que se recheiam com vidro de diferentes cores.

## Arte almorávida
As obras realizadas durante o reinado do monarca Iúçufe ibne Taxufine, evidenciavam, ainda, a austeridade e falta de ornamentação impostas pelo seu fervor religioso. Rigor formal que não manteve o seu filho Ali ibne Iúçufe, que patrocinou a construção de vários edifícios decorados com os mais belos elementos.
O suporte preferido é o pilar, em substituição da coluna. Adoptam o arco de ferradura e lobulado, aos que acrescentam arcos de ferradura ou túmidos, lobulados em forma de trevo, mistilíneos e lambrequins formados, estes últimos, por pequenas curvas, ângulos retos e chaves pingentes. Em relação ao desenvolvimento dos arcos aplicam, desde o saimel, um motivo em "S" denominado serpentiforme, já utilizado anteriormente na Aljafería de Saragoça. O sistema de telhados preferido é às duas águas, constroem tetos de madeira e atingem um grande desenvolvimento na arte mudéjar, ao mesmo tempo que realizam extraordinárias cobertas cupuladas. Umas, representadas pela cúpula do mirabe da mesquita de Tremecém, seguirão o modelo cordovês: arcos entrecruzados que, neste caso, arrancam de trompas angulares de mucarnas e utilizam uns complementos de estuque calado decorados com exuberantes motivos florais. A partir desta obra, na que se documenta a introdução no zagrebe da mucarna, aparecem outros tipos de cúpulas denominadas de mucarnas, como a que pode ser visto na mesquita de Qarawiyin em Fez.
Os trabalhos artísticos continuaram vinculados às tradições anteriores. A oficina têxtil de Almeria alcançou o seu zênite realizando os famosos attabi. Estes tecidos caracterizam-se pela utilização de cores mais lenes com toques de ouro formando círculos dobres, tangentes ou ligados, dispostos em filas, em cujo interior se bordam casais de animais. A similaridade com os tecidos sicilianos permite serem confundidos ambos os talheres. Um problema similar expõe os marfins, que contêm inscrições ambíguas que não acabam de aclarar a qual dos dois talheres pertencem. A cerâmica, pela sua vez, continua desenvolvendo a técnica de "corda seca parcial" ou "total" dependendo de que a decoração cubra toda a superfície ou parte dela. Ao mesmo tempo aparecem duas novas técnicas aplicadas à cerâmica não vidrada: o esgrafiado e o estampilhado, que se generalizaria à época almóada.

## Arte almóada

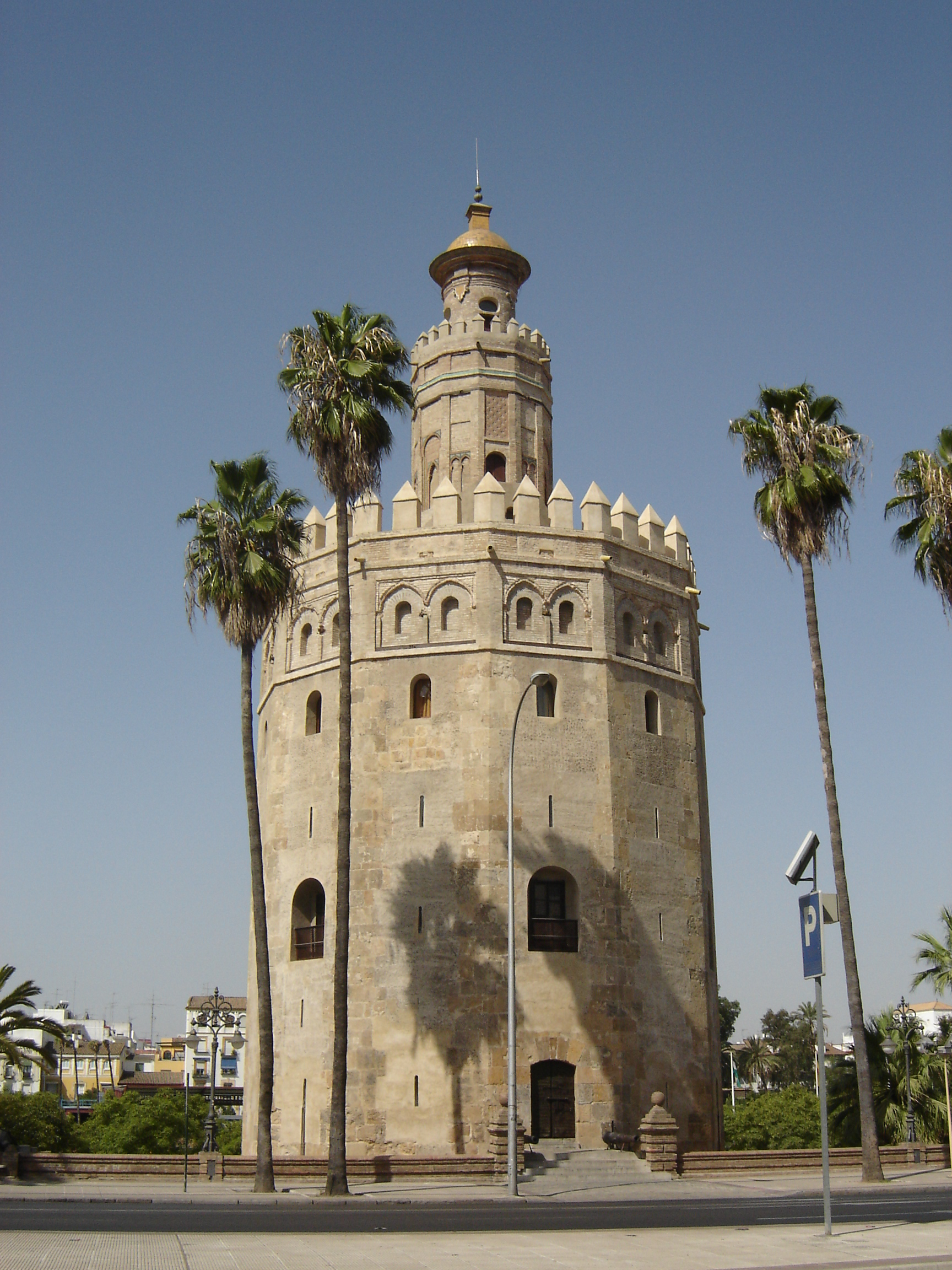
Torre del Oro (Sevilha). Arquitetura almóada. Primeiro terço do século XIII

O retorno à austeridade mais extrema conduziu, mais rapidamente do que no caso dos seus predecessores, os Almorávidas, a um dos momentos artísticos de maior esplendor, particularmente na arquitetura. A arte almóada continuou a estela almorávida, consolidando e aprofundando nas suas tipologias e motivos ornamentais. Construíam com os mesmos materiais: azulejos, gesso, argamassa e madeira. Também mantiveram, como suporte, os pilares e os arcos utilizados no período anterior.
As suas mesquitas seguiram o modelo da mesquita de Tremecém, com naves perpendiculares ao muro da gibla. Nelas foi potenciado um esquema em "I" mediante a utilização de cúpulas que são de mucarnas na mesquita de Tinmal e na de Qutubiyya de Marrocos. Caracterizam-se pela sua planta quadrada e a sua altura composta por duas torres, uma delas abriga outra e, entre ambas, discorre uma escada ou rampa, como no caso da Giralda de Sevilha. A torre interior é formada por estâncias abobadadas e superpostas que terão a sua repercussão posterior nas construções de outras torres-campanário mudéjares, especialmente nas edificadas em Aragão.
A arquitetura palaciana introduz os pátios cruzados que já haviam feito a sua aparição em Medina al-Zahra, mas que é, nestes momentos, quando adquirem o seu maior protagonismo. Seu melhor testemunho fica representado no Alcázar de Sevilha, no qual foi conservado o pátio da casa de Contratação e outro, atualmente subterrâneo, conhecido como o Jardim Cruzado ou Banhos de dona María Padilla. Este esquema seria aplicado, assim mesmo, nos pátios nacéridas e mudéjares. Outra novidade aparece no Pátio do Geso do Alcácer de Sevilha, e terá uma grande repercussão. Consiste na colocação de pequenas aberturas ou janelas cobertas com gelosias de estuque que dão acesso a uma estância e que permitem, assim, a sua iluminação e ventilação.
A arquitetura militar experimenta um enriquecimento tipológico e perfeiciona-se a sua eficácia defensiva, que teria grande transcendência, até mesmo para o âmbito cristão. Aparecem complexas portas com cotovelos a fim de os atacantes, ao avançar, deixar um dos seus flancos ao descoberto; torres poligonais para desviar o ângulo de tiro; torres albarranas separadas do recinto murado mais unidas a ele pela parte superior mediante um arco, o qual permite aumentar a sua eficácia defensiva a respeito de uma torre normal, como a Torre del Oro de Sevilha; muros reforçados que discorrem perpendiculares ao recinto murado com objeto de proteger uma tomada de água, uma porta, ou evitar o cerco completo; barbacãs ou antemuros e parapeitos ameados.
No terreno decorativo aplicaram um repertório caracterizado pela sobriedade, a ordem e o racionalismo, o que se traduz na aparição de motivos amplos que deixam espaços livres nos quais triunfam os entrelaçados geométricos, as formas vegetais lisas e o mais novo: a sebqa. Outra decoração arquitetônica que aparece neste minarete e na mesquita de Qutubiyya, é a cerâmica, na que é aplicada a técnica do alicatado; ou seja, peças recortadas que, combinadas entre si, compõem um motivo decorativo. Em outras ocasiões estas manifestações artísticas unem o caráter ornamental com o funcional.
As obras de arte desta época estão pior representadas por causa da confusão existente entre os diferentes períodos artísticos. É o que ocorre, por exemplo, com os tecidos, que não se distinguem facilmente dos mudéjares: acusam uma prática ausência de motivos figurativos enquanto que aumenta a decoração geométrica e epigráfica a base da repetição insistente de palavras árabes como "bendição" e "felicidade". Enquanto elementos metálicos, destacam-se os aguamanis, que representam figuras de animais decoradas com incisões vegetais cinzeladas.

## Arte nacérida

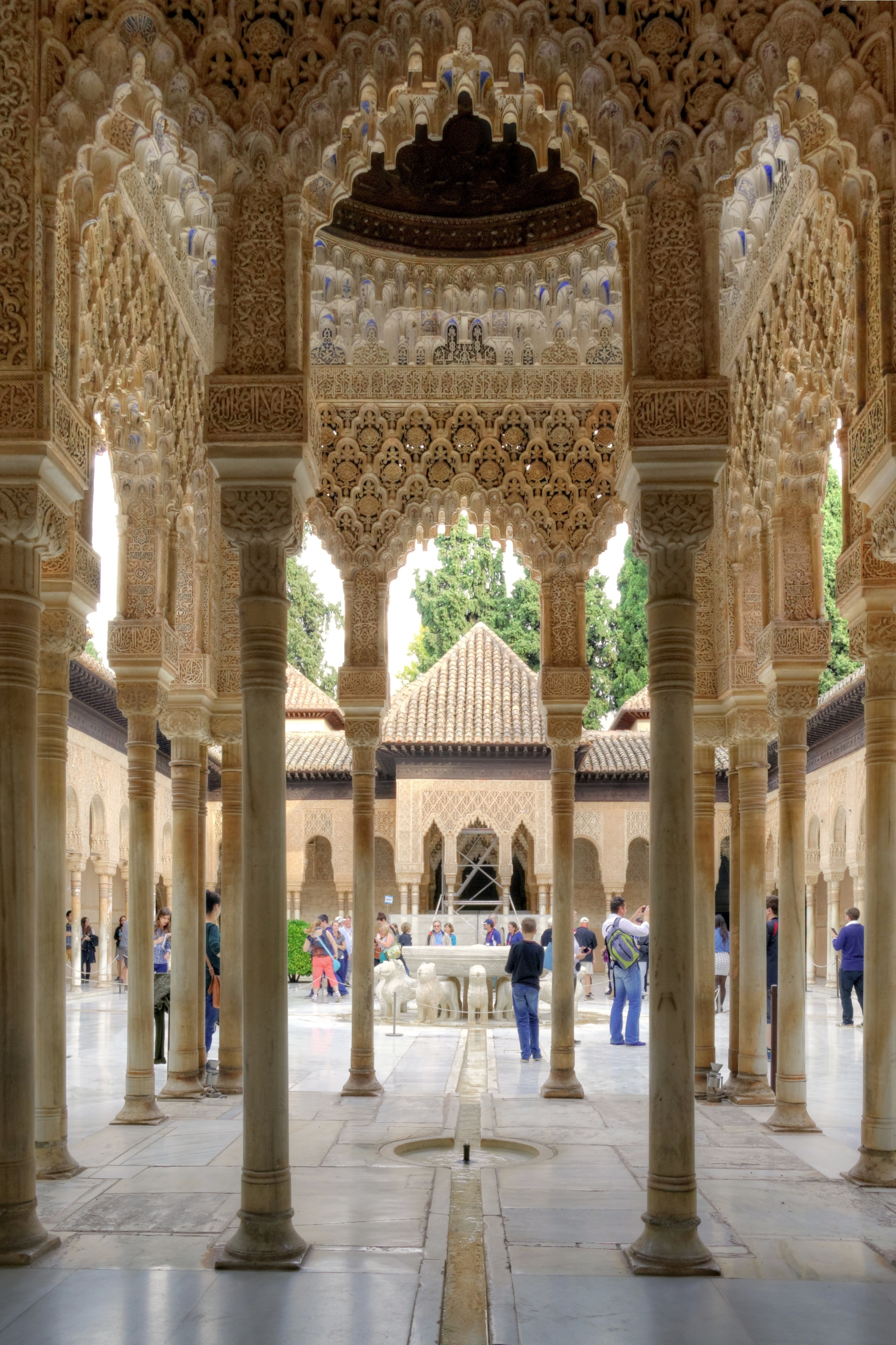
Pátio dos leões na Alhambra de Granada

A arte nacérida é um estilo surgido na época tardia do Alandalus no reino nacérida de Granada. Os dois paradigmas do mesmo constituem-no os palácios da Alhambra e o Generalife.
A arquitetura militar desenvolve os mesmos sistemas gerados na época anterior, dotando-a de uma maior complexidade. A arquitetura palaciana emprega dois tipos de organização de pátios: um o pátio monoaxial, pátio dos Arrayanes ou da Alberca, e outro, o pátio cruzado, pátio dos Leões. As estância vinculadas a eles respondem, novamente, a duas tipologias: uma alongada em cujos extremos estão as alcobas, e outra quadrada rodeada pelas Salas, por exemplo, a Sala de la Barca e a Sala de las Dos Hermanas. Os escassos vestígios de arquitetura religiosa permitem pensar em mesquitas que seguem o modelo almóada, com naves perpendiculares ao muro da quibla. Talvez a única novidade destacável provenha do fato da utilização de colunas de mármore quando o edifício é de certa relevância.
Quanto ao repertório ornamental utilizam uma profusão decorativa que mascara a pobreza dos materiais, empregam desde rodapés alicatados e gessarias de estuque, a decoração pintada como a que se conserva na abóbada da Sala dos Reis. É característica a coluna de fuste cilíndrico e o capitel de dois corpos, um cilíndrico decorado com faixas e outro cúbico com ataurique. Os arcos preferidos são os de meio ponto peraltado e angrelados. Os cobrimentos de madeira alternam com abóbadas mocárabes realizadas com estuque como os da Sala das Dos Hermanas ("Duas Irmãs") ou a dos Abencerragens. Assim mesmo, aos motivos ornamentais habituais (geométricos, vegetais e epigráficos), une-se o escudo nacérida que será generalizado por Maomé V.
Nas artes suntuárias destacam-se as cerâmicas de reflexos metálicos e os tecidos de seda aos que podem ser acrescidos os bronzes, as taracenas e as armas. A cerâmica de luxo, conhecida como de "reflexo metálico" ou "lousa dourada" caracteriza-se por submeter, a última cocção, com fogo muito baixo "de oxigênio" e menor temperatura. Com este procedimento a mistura de sulfeto de ouro e cobre empregue na decoração chega à oxidação reduzindo o brilho metalizado. Era frequente, também, acrescentar óxido de cobalto com o qual se conseguíam uns tons azuis e dourados. Os tecidos caracterizavam-se pelo seu intenso colorido bem como pelos motivos, idênticos aos empregues na decoração arquitetônica.

## Arte mudéjar

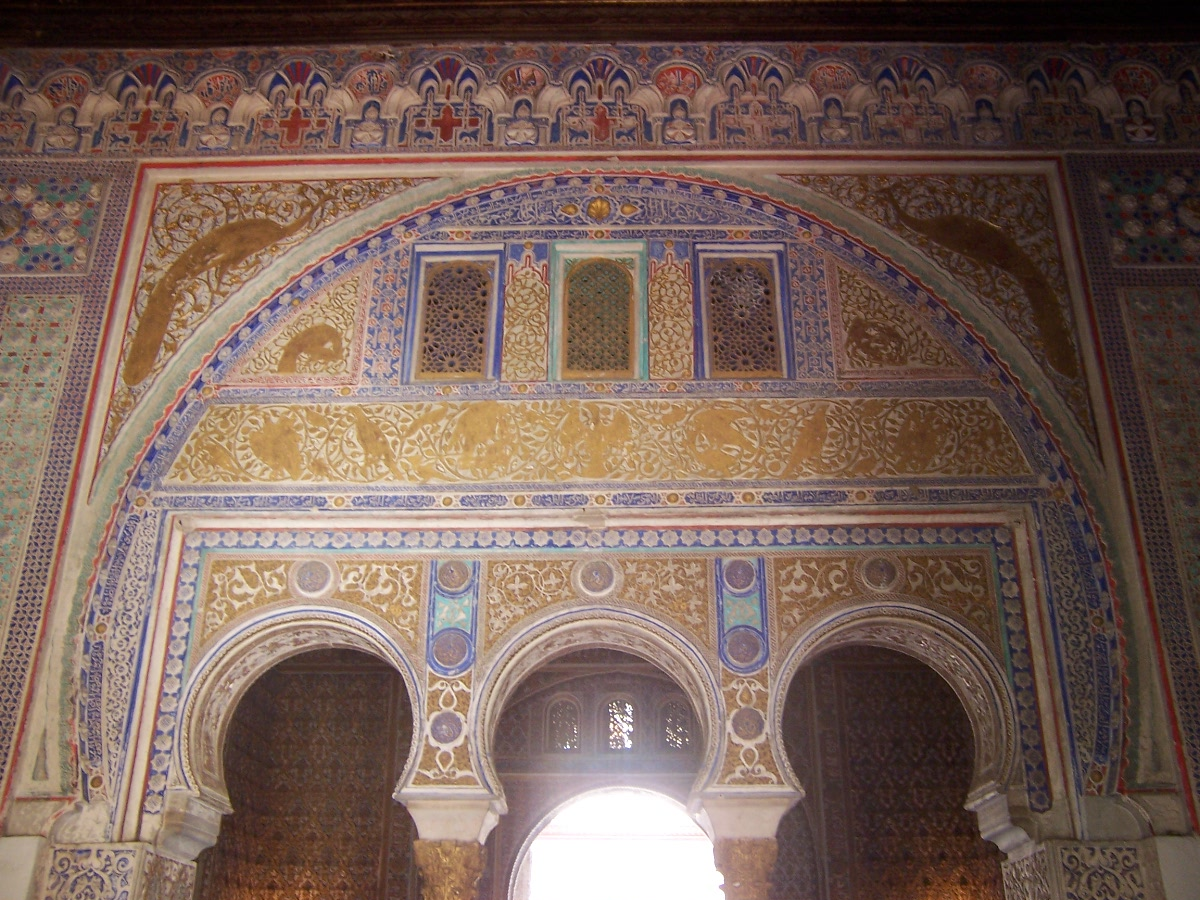
Pormenor do Alcázar de Sevilha

A arte mudéjar aconteceu entre o século XII e o XVI, e foi um fenômeno autóctone e exclusivamente hispânico, realizado pelos mudéjares e mouriscos. Basicamente, foi um estilo para cristãos, ainda que incorporava influências, elementos ou materiais em estilo hispano-muçulmano.
Nesta arte influiu a situação fronteiriça em contínuo movimento. O estilo gótico estava assentado ao norte da península e, à medida que avançava a reconquista, ia progressivamente condicionando o mudéjar. A posterior conquista do Alandalus implicou um mudéjar mais novo e com influências diretas da arquitetura tradicional. O alarife ou operário, utilizava materiais simples como azulejos, gesso, escaiola, alvenaria, madeira etc., como matéria prima básica para criar uma obra carregue de imaginação. Pela sua situação de vencido, o alarife, passa a tornar-se mão-de-obra barata e vê-se obrigado a construir igrejas, sinagogas, fortificações, palácios…
Na arte mudéjar destacam-se duas escolas diferentes:
- Aragão: Com uma personalidade muito característica, surpreende o colorido que recebe o uso de azulejos nos exteriores e os inumeráveis recursos que extraem destes.
- Andaluzia: Em Córdova mantém-se o uso da pedra, enquanto em Sevilha predomina o azulejo, as formas almóadas e a construção de mausoléus.

O último estilo seria a neo-mudéjar, como fase final e evolutiva no tempo.